# Гай Фуфий Гемин (консул-суффект 2 года до н. э.)
Гай Фу́фий Геми́н (лат. Gaius Fufius Geminus; умер, предположительно, около 2 года до н. э., Римская империя) — римский политический деятель эпохи ранней Империи, консул-суффект 2 года до н. э.

## Биография

### Происхождение игражданская карьера
Отцом или дядей Гая Фуфия Гемина, предположительно, мог быть наместник Паннонии 35 года до н. э. Фуфий Гемин. Во 2 году до н. э. Гемин занимал должность консула-суффекта совместно с Луцием Канинием Галлом. Он был соавтором закона Фуфия—Каниния, который ограничивал освобождение рабов на волю.
Гемин был консулом-суффектом в течение нескольких месяцев — с 1 декабря его сменил Квинт Фабриций. Есть предположение, что он, возможно, умер, находясь в должности, или, возможно, был вовлечён в политические события, связанные с изгнанием дочери императора Октавиана Августа Юлии Старшей, в результате чего его имя было стёрто из Fasti Magistrorum Vici.

### Семья и потомки
Известно, что Гай Фуфий был женат на некоей Виции, родившей ему сына, унаследовавшего отцовский преномен и ставшего ординарным консулом в 29 году.